# Norwalk, California
Norwalk, California là một thành phố thuộc quận Los Angeles trong tiểu bang California, Hoa Kỳ. Thành phố có tổng diện tích km2, trong đó diện tích đất là 105,549 dặm vuông Anh (273,37 km2). Theo điều tra dân số Hoa Kỳ năm 2010, thành phố có dân số người, là thành phố đông dân thứ 255 tại Hoa Kỳ và thành phố lớn thứ 54 bang California năm 2010.